# Rue du Chevet
La rue du Chevet est une voie du 11e arrondissement de Paris, en France.

## Situation et accès
La rue du Chevet est une voie publique située dans le 11e arrondissement de Paris. Elle débute au 1, rue Deguerry et se termine au 2, rue Darboy.

## Origine du nom
Cette rue porte ce nom du fait qu'elle est située au chevet de l'église Saint-Joseph. On appelle chevet la partie généralement arrondie qui termine le chœur d'une église.

## Historique
Créée en 1865, elle est dénommée « rue du Chevet » par arrêté du 1er février 1877.